# Jättedaggmaskar
Jättedaggmaskar (Megascolides) är ett släkte inom daggmaskar som lever i Australien och Singapore och kan bli upp till 7 meter långa.